# Аминовка
Аминовка (адыг. Амин) — река в России, протекает в Майкопском районе Республики Адыгея. Длина реки — около 10 км.
Главный исток берёт начало у пещеры «Духан» в урочище Берёзовом, которое находится на хребте, разделяющем административные границы Адыгеи и Краснодарского края. Другие истоки берут начало со склона того же хребта, в том числе с урочища «Юлькины Пороги» и горы Сапун, пещер «Саксофон» и «Флейта». В верховьях долина реки каньонообразна, много водопадов. Река течёт строго на юг, затем поворачивает на восток. Впадает в реку Белая в посёлке Каменномостском.
Название реки происходит от имени ближайшего соратника Шамиля — наиба Мухаммад-Амина, резиденция которого в годы Кавказской войны находилась в селении Хаджох (ныне посёлок Каменномостский).